# آروس آزناووریان
آروس آزناووریان (ارمنی: Արուս Միսաքի Ազնավուրյան؛  ۱۶ ژانویهٔ ۱۹۰۴ – ۱۳ فوریهٔ ۱۹۸۹) یک بازیگر اهل ارمنستان بود. وی بین سال‌های - تا - میلادی فعالیت می‌کرد.

## زندگی‌نامه
وی در ۲۹ ژانویه [سبک قدیمی: ۱۶ ژانویه] ۱۹۰۴ در تفلیس به دنیا آمد . وی عمه شارل آزناوور بود. وی در تئاتر دراماتیک دولتی وارطان آجمیان گیومریفعالیت می‌کرد. وی همچنین برندهٔ جوایزی همچون هنرمند مردمی ارمنستان شوروی (۱۹۶۷) شده است. وی در در سن سالگی در ایروان درگذشت.

## گزیده فیلمشناسی
از فیلم‌ها یا برنامه‌های تلویزیونی که وی در آن نقش داشته است می‌توان به ترانه ایام گذشته (۱۹۸۲)، آرئویک (۱۹۷۸)، آفتاب پاییزی، اشاره کرد.